# Kaniška
Kaniška I. (batricky/kušánsky Κανηϸκο; staročínsky 迦腻色伽 – novočínské čtení Ťia-ni-se-ťia, středočínské čtení *Ka-ṇì-ṣjək-ka) byl jeden z nejvýznamnějších králů Kušánské říše, jejíž území se rozkládalo na severu dnešní Indie a v centrální Asii. Kaniška za své vlády dosáhl mnohých politických i vojenských úspěchů, za jeho vlády dosáhla Kušánská říše vrcholu. Z jeho doby se dochovalo mnoho numismatického materiálu, který tvoří jeden z klíčových pramenů ke studiu období Kaniškovy vlády.

## Pozadí vlády
Kaniška původně pocházel z etnika Kušánů (čínsky Kuej-šungů), o kterých se toho dosud moc neví. Původně tvořili jednu z větví indoevropského etnika, které v čínských pramenech vystupuje pod názvem Jüe-č'. Jüe-č'ové ještě počátkem 2. století př. n. l. obývali čínské oblasti Kan-su a Ning-sia v oblastech mezi Čchi-lienem a Tun-chuangem. Když byli ještě v první polovině téhož století poraženi Huny, začali migrovat na západ. Během migrace se postupně rozdělili na dvě nestejně velké části – ta menší (zvaná „Menší Jüe-č'ové“) se usadila v Tibetu a větší („Velcí Jüe-č'ové“) putovala dále až k řece Syrdarji. Odtud byli opět vytlačeni Huny, vydali se proto na další pochod. Za nedlouho se jim podařilo dojít do Baktrie a Sogdiany; obou území se zmocnili a posléze si je rozdělili na pět knížectví, přičemž jedno z nich připadlo Kušánům.
Po více než jednom století si ostatní čtyři knížectví podrobil jeden z kušánských vládců, a položil tak základ mocné říše, která je dnes zvaná Kušánská. Tímto panovníkem pravděpodobně byl Kudžúla Kadphises (vládl zhruba 15–65). Podmanil si nejen dosavadní území Velkých Jüe-č'ů, ale svá území rozšířil i o Takšašílu a Paňdžáb. Další panovník Vima Kadphises nadále upevňoval postavení Kušánské říše. Za jeho vlády proběhla rozsáhlá měnová reforma, dochovaný numismatický materiál je pak často jediným pramenem, který o Kušánech informuje.

## Kaniška králem

### Říše
Kaniška nastoupil na trůn snad v roce 78, toto datum však bývá stále zpochybňováno a nelze jej považovat za jisté. Po svých několika předchůdcích převzal rozsáhlý a politicky stabilní stát. Následkem nedostatku pramenů z této doby se nedá přesně určit, kam až jeho říše sahala. Její jádro se však nacházelo v Baktrii a oblast na jih od ní, sídelním městem Kanišky byla podle latinských pramenů Purušapura (dnešní Péšávár). Mimo tato území měl Kaniška pod svou správou oblasti dnešního Uttarpradéše, Paňdžábu, horního toku řeky Indus, dále povodí Jamuny i Gangy a východní hranice Kaniškovy říše se pravděpodobně nacházely až u dnešního Bengálska. Podobná geografická vymezení, která jsou založena převážně na nálezech numismatického materiálu, se však nemusí shodovat se skutečností, jelikož nálezy mincí v určité oblasti ještě nemusí dokazovat, že daná oblast náležela Kušánům. Je pravděpodobné, že Kaniškovými vazaly byli vládci Čínského Turkestánu (dnešní oblastí Sin-ťiangu).
Čínský poutník Süan-cang se ve svém spise Zápisky o západních krajinách za Velkých Tchangů o Kaniškovi (čínská podoba jeho jména zní Ťia-ni-seťia) zmiňuje několikrát. S odkazem na steré kroniky Süan-cang mimo jiné napsal:
| „           | V minulosti si gandhárský král Kaniška podrobil okolní země, přivedl k poslušnosti vzdálené končiny a postaviv vojsko, rozšířil své území až na východ od Cchung-lingu. | “ |
| — Süan-cang | |   |

### Náboženství
Tradiční buddhistické texty hovoří o Kaniškovi jako o významném panovníkovi, který nechal postavit mnoho buddhistických staveb. Měl být též svolavatelem čtvrtého buddhistického koncilu. Za Kaniškovy vlády dosáhl buddhismus v Indii svého vrcholu a začala převažovat mahájána.
Proti buddhistické tradici, která Kanišku považuje za velkého patrona buddhismu, hovoří nálezy Kaniškových mincí, na kterých byla často nalézána íránská božstva. Tato skutečnost vedla mnohé badatele k názoru, že Kaniška byl příznivcem íránské kulturní tradice ještě více než jeho předchůdci. Skutečnost je však asi taková, že Kaniška podporoval náboženskou toleranci.

### Ražba mincí
Z dob Kanišky se dochovalo velmi mnoho mincí, které fungovaly za jeho dob jako platidlo. Bývají na nich zobrazována indická, řecká, později i íránská a sumersko-elamitská božstva, které dokládají Kaniškův náboženský synkretismus. Písmo na těchto mincích bylo z počátku řecké, zobrazená božstva na mincích byla též řecká. Později ražené mince byly v baktrijském jazyce a řecká božstva byla nahrazena íránskými. Pokud je na Kaniškových mincích zobrazen král, obvykle má vous, dlouhý kabát, vysoké boty a z ramen mu vycházejí plameny.
Kaniška také nechal razit mince s buddhistickými náměty, avšak vzhledem z celkovému, obrovskému množství všech mincí se jednalo jen o malou část celku. Některé z těchto mincí zobrazují samotného Kanišku na lícní straně a na straně druhé stojícího Buddhu v helénistickém stylu. Na některých mincích bývá zobrazen bódhisattva Maitréja. Jako na ostatních mincích, i na těchto se však jedná jen o hrubé obrysy postav.